# Sagittarius (gladiatore)

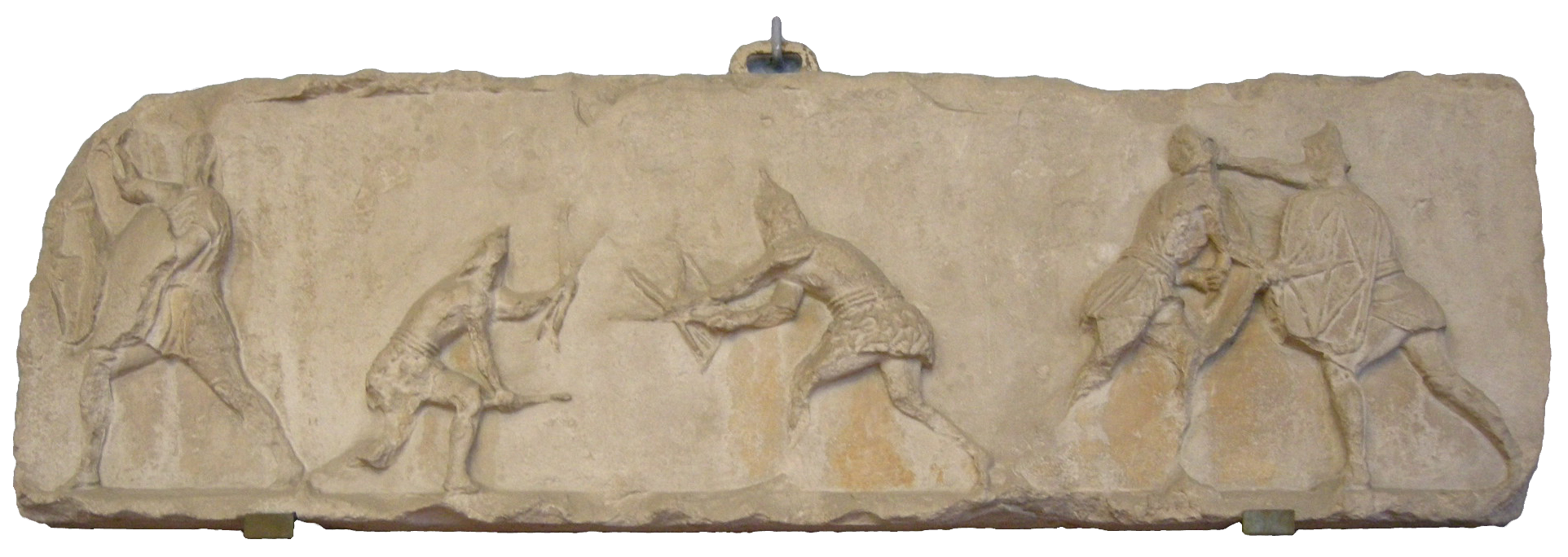
Due sagittarii in duello, Museo Bardini, Firenze

Il sagittarius, ovvero l'arciere (da sagitta, in latino freccia), era una delle classi gladiatorie (armaturae) dell'antica Roma. Indossava un'armatura leggera, poteva combattere a piedi o su carri trainati da cavalli nell'arena, ed era armato con arco e frecce; indossava un elmo, una manica protettiva ed una corazza ed era una figura gladiatoria che combatteva sempre contro gladiatori della stessa classe.
Il sagittarius appare raramente e poche sono le fonti che ne attestano l'esistenza. È rappresentato solamente su di un rilievo custodito al Museo Bardini di Firenze dove due sagittarii, provvisti di arco e frecce, combattono tra di loro fiancheggiati da altre due coppie di gladiatori. Nell'arena i loro combattimenti si svolgono spesso in uno ambiente boschivo, che ben si adatta alla loro rappresentazione. 